# Der Graf von Charolais
Der Graf von Charolais est un film allemand muet réalisé par Karl Grune, sorti en 1922. Il est l'adaptation d'une pièce de Richard Beer-Hofmann, Der Graf von Charolais. Ein Trauerspiel.

## Synopsis
L'action se déroule dans le duché de Bourgogne. Le vieux comte de Charolais est un des grands de l'Empire, mais la levée d'une armée de mercenaires pour un ultime combat le laisse ruiné. Alors que la bataille se termine, il est tué par une balle tirée dans son dos. Malgré son prestige militaire, les autorités locales lui refusent une tombe officielle faute d'argent ; d'ailleurs la coutume accorde aux habitants le droit de conserver le corps jusqu'à ce qu'un proche ou un héritier du défunt paye une rançon : c'est ainsi que la dépouille du chevalier est déposée dans le beffroi. 
Le nouveau comte de Charolais, qui a toujours admiré son père, ne parvient à réunir la rançon. Il ne trouve de salut qu'en la personne d'un vieux membre de la Haute chambre de Bourgogne : cet homme de conseil, se montre impressionné par la détermination et l'abnégation du jeune comte de Charolais et voit déjà en lui le gendre idéal pour sa fille Désirée. Il réunit la rançon, rétablit le jeune prince de Charolais dans ses terres et lui fait épouser sa fille ; mais le bonheur est de courte durée : Désirée, qui a innocemment donné rendez-vous à son cousin, est soupçonnée d'adultère. Charolais tue l'homme ; quant à sa femme, il laisse au père la charge de la condamner, et bientôt elle est promise aux ordalies. Alors que Désirée est déjà enchaînée, la pluie s'abat et la foule y voit un jugement de dieu. Sous la pression populaire, le comte de Charolais renonce à sa vengeance.

## Fiche technique
- Titre : Der Graf von Charolais
- Réalisation : Karl Grune
- Scénario : Bobby E. Lüthge
- Cinématographie : Karl Hasselmann
- Direction artistique : Karl Görge, Robert Neppach
- Pays d'origine :  République de Weimar
- Société de production : Stern Film
- Format : Noir et blanc - 1,33:1 - muet
- Dates de sortie : République de Weimar : 8 septembre 1922

## Distribution
- Eva May
- William Dieterle
- Eugen Klöpfer
- Maria Forescu
- Georg Baselt
- Paul Biensfeldt
- Wilhelm Diegelmann
- Hugo Döblin
- Carl Geppert
- Leonhard Haskel
- Hildegard Imhof
- Fred Immler
- Joseph Klein
- Arthur Kraußneck
- Margarete Kupfer
- Adolf E. Licho
- Fritz Richard
- Rudolf Rittner
- Josef Schelepa